# إدوارد هام
إدوارد هام (بالهولندية: Eduard Ham)‏ هو مبارز بالسيف هولندي، ولد في 14 مايو 1950 في دلفت في هولندا.

## وصلات خارجية
- إدوارد هام على موقع أوليمبيديا (الإنجليزية)